# マラカイ・ブランナム
- マラカイ・ブラナム

マラカイ・ラマー・ブランナム（Malaki Lamar Branham, 2003年5月12日 - ）は、アメリカ合衆国オハイオ州コロンバス出身のプロバスケットボール選手。NBAのワシントン・ウィザーズ　に所属している。ポジションはシューティングガードまたはスモールフォワード。

## 経歴

### ハイスクール
セント・ビンセント＝セント・メアリー高等学校では2018年と2021年に州大会で優勝した。4年目のシーズンには平均21.3得点・5.3リバウンド・2.7アシストの成績を記録し、オハイオ州のミスター・バスケットボールを受賞。ジョーダン・ブランド・クラシックにも選出されたが、新型コロナウイルスの影響で中止となった。

### リクルート
主要サイトから4つ星評価を受け、オハイオ州立大学へ進学した。他にはアラバマ大学、ベイラー大学、アイオワ大学からもオファーを受けていた。

### カレッジ
1年目の2021-22シーズン開幕当初はベンチスタートだったが、すぐに先発に定着した。2022年1月4日のネブラスカ大学戦でキャリアハイとなる35得点を記録した。このシーズンは平均13.6得点・3.6リバウンド・2.0アシストの成績を記録し、ビッグ・テン・カンファレンスの新人王を受賞した。シーズン終了後に2022年のNBAドラフトへアーリーエントリーした。

### サンアントニオ・スパーズ
ドラフト全体20位でサンアントニオ・スパーズから指名され、2022年7月8日に契約した。

### ワシントン・ウィザーズ
2025年7月9日、ワシントン・ウィザーズに゙トレードされた。

## 個人成績

### NBA

#### レギュラーシーズン
| シーズン | チーム | GP  | GS | MPG  | FG%  | 3P%  | FT%  | RPG | APG | SPG | BPG | PPG  |
| -------- | ------ | --- | -- | ---- | ---- | ---- | ---- | --- | --- | --- | --- | ---- |
| 2022–23  | SAS    | 66  | 32 | 23.5 | .440 | .302 | .829 | 2.7 | 1.9 | .5  | .1  | 10.2 |
| 2023–24  | SAS    | 75  | 29 | 21.3 | .432 | .347 | .873 | 2.0 | 2.1 | .4  | .1  | 9.2  |
| 2024–25  | SAS    | 47  | 0  | 9.1  | .458 | .405 | .818 | 1.1 | .8  | .2  | .0  | 5.0  |
| 通算     | 通算   | 188 | 61 | 19.0 | .439 | .336 | .843 | 2.0 | 1.7 | .4  | .1  | 8.5  |

### カレッジ
| シーズン | チーム | GP | GS | MPG  | FG%  | 3P%  | FT%  | RPG | APG | SPG | BPG | PPG  |
| -------- | ------ | -- | -- | ---- | ---- | ---- | ---- | --- | --- | --- | --- | ---- |
| 2021–22  | OSU    | 32 | 31 | 29.6 | .498 | .416 | .833 | 3.6 | 2.0 | .7  | .3  | 13.7 |